# Монте I (Потенца)
Монте I (итал. Monte I) је насеље у Италији у округу Потенца, региону Базиликата.
Према процени из 2011. у насељу је живело 25 становника. Насеље се налази на надморској висини од 540 м.